# Steropé (dcera Pleuróna)
Steropé nebo Steropa (starořecky Στερόπη) je v řecké mytologii dcera Pleuróna z Aitolie a jeho manželky Xanthippy.
Steropé, dcera Pleuróna, je známá ze záznamu antického autora Apollodora z Athén, který uvádí, že její rodiče měli kromě ní ještě syna Agénora a dcery Stratoniku a Laofontu.